# Liste du patrimoine immobilier classé de Hélécine
Cette page regroupe l'ensemble du patrimoine immobilier classé de la commune belge de Hélécine.
| Objet | Année de construction / Architecte | Adresse | Section communale | Coordonnées                      | Numéro d’inventaire | Illustration |
| --- | ---------------------------------- | ------- | ----------------- | -------------------------------- | ------------------- | --- |
| Église Saint-Sulpice de Neerheylissem |                                    |         | Neerheylissem     | 50° 45′ 17″ nord, 4° 59′ 13″ est | 25118-CLT-0001-01   | |
| Les façades avec toiture du château de Heylissem et des deux pavillons flanquant la cour, et la cage de l'escalier intérieur (M). |                                    |         | Neerheylissem     | 50° 44′ 47″ nord, 4° 58′ 45″ est | 25118-CLT-0002-01   | Les façades avec toiture du château de Heylissem et des deux pavillons flanquant la cour, et la cage de l'escalier intérieur (M). |
| Abbaye d'Heylissem : la salle du dôme de l'ancienne église, son hall d'entrée, les façades arrières et latérales du château, la grande salle à manger du château, les douves et les piliers d'entrée, la cour d'Honneur, les bâtiments à usage d'écurie, la glacière ovoïde en maçonnerie sous tumulus |                                    |         | Neerheylissem     | 50° 44′ 48″ nord, 4° 58′ 44″ est | 25118-CLT-0003-01   | Abbaye d'Heylissem |
| Chapelle Notre-Dame de la Colombe (M) et ses abords (S). |                                    |         | Linsmeau          | 50° 44′ 00″ nord, 5° 00′ 12″ est | 25118-CLT-0004-01   | |
| Chemin creux dit Longa |                                    |         | Neerheylissem     | 50° 46′ 10″ nord, 4° 58′ 54″ est | 25118-CLT-0005-01   | Chemin creux dit Longa |
| Mur bordant l'ancienne abbaye d'Heylissem |                                    |         | Neerheylissem     | 50° 44′ 50″ nord, 4° 58′ 37″ est | 25118-CLT-0006-01   | Image manquanteTéléverser |